# ファーマシューティカルケア
ファーマシューティカルケア（英:pharmaceutical care）は、薬剤師業務を患者の視点から見直し薬剤師の行動哲学として体系づけようとする考え方である。

## 歴史
1988年頃、薬剤師業務が患者に関わるケアとして発展してきたアメリカ合衆国において、薬剤師業務の方向性や目標を定義する事が必要となりフロリダ大学薬学部のC.DヘプラーとL.Mストランドによって提唱された。この考え方は病院のみならず、薬局、ドラッグストア薬剤師にも共通する考え方である。

## 定義

### アメリカ薬剤師会の定義
患者のQOLを改善するという成果が目的であり、そのために責任をもって薬に関するケアを直接患者に提供することである。

### WHOによる定義
薬剤師行動の中心に患者の利益を据える行動哲学である。
ファーマシューティカルケアは患者の保健およびQOL（生活の質）の向上のため、明確な治療効果を達成するとの目標をもって、薬物療法を施す際の、薬剤師の姿勢・行動、関与、関心、倫理、機能、知識・責務ならびに技能に焦点を当てるものである。